# Josep Juallar
Josep Juallar (segle XVI - 24 de setembre del 1657) va ser un eclesiàstic rossellonès, rector de la universitat de Perpinyà.
Membre d'una família d'advocats perpinyanencs (el seu pare Rafael  i el seu germà Francesc  van ser jutges a la capital del Rosselló), Josep Juallar era canonge d'Elna el 1627. El 1640 tenia les dignitats de Sagristà Major d'Elna i de comissari del Sant Ofici per a la diòcesi, d'on en fou breument vicari general el 1657. Fou rector de la universitat de Perpinyà els anys 1624, 1632-1635 i 1647 i en aquesta darrera qualitat presidí l'1 de juny del 1647 un concurs per una càtedra de gramàtica a Illa.
Els Arxius departamentals dels Pirineus Orientals conserven l'expedient "1 E 456" dedicat a documents de la família Juallar.